# Таганцев Микола Степанович
Таганцев Микола Степанович (19 лютого (3 березня) 1843, Пенза — 22 березня 1923, Петроград) — російський вчений-криміналіст, доктор кримінального права, голова кримінального касаційного департаменту Урядуючого Сенату (вищої судової установи в Російській імперії). Один з представників класичної школи кримінального права в Росії.

## Біографія
Народився в сім'ї міщан. В 1852–1859 рр. навчався в Пензенській чоловічій гімназії, яку закінчив з срібною медаллю. В 1859–1862 рр. вивчав право на юридичному факультеті Санкт-Петербузького університету, по закінченні якого за рекомендацією професора А. П. Чебишева-Дмитрієва його залишають для підготовки до професорського звання по кафедрі кримінального права. У 1867 р. захистив магістерську дисертацію «О повторении преступлений», а 1870 р. після захисту дисертації «О преступлениях против жизни по русскому праву» дістав ступінь доктора кримінального права.
З 1867 до 1905 р. викладав кримінальне право в Училищі правознавства. Одночасно з 1868 р. викладав кримінальне право в Петербурзькому університеті, з 1868 р. по 1882 р. читав кримінальне право, судочинство та енциклопедію права в Олександрівському ліцеї. З 1871 року М. С. Таганцев — професор кафедри кримінального права в Петербузькому університеті.
Окрім викладацької та наукової діяльності брав активну участь у розробці різних питань кримінального судочинства та російського законодавства. У 1870-х рр. працював у комісії з тюремних перетворень. У 1881 р. був призначений членом консультації при Міністерстві юстиції та членом комісії зі складання проєкту нового кримінального уложення. В 1885 р. — представник Міністерства юстиції в комісії з вироблення фабричного законодавства. В 1890 р. призначений головою комісії зі складання попередніх положень про перегляд проєкту Фінляндського кримінального законодавства, у 1894 р. — членом комісії з перегляду судового законодавства і разом з тим головою відділу комісії з перегляду Статуту кримінального судочинства. Був одним з ініціаторів та активних учасників складання проєкту Кримінального уложення 1903 р. З 1887 р. — сенатор кримінального касаційного департаменту Сенату, а з 1897 р. голова у цьому департаменті. Як член Державної ради (з 1905 р.) брав активну участь в її законодавчій діяльності.
Упродовж ряду років був головою кримінального відділення Петербурзького юридичного товариства, головою Літературного фонду, у 1873–1878 рр. — редактором «Журналу цивільного і кримінального права» (рос. «Журнал гражданского и уголовного права»).
В 1874–1880 рр. ним здійснена величезна праця — вийшли в світ три томи «Курса русского уголовного права», присвячені вченню про злочин. В 1887–1892 гг. опубліковані «Лекции по русскому уголовному праву» (4 випуски). Роботи М. С. Таганцева не мали аналогів не тільки в російській, але й у світовій кримінально-правовій літературі. Кожна наукова проблема розглядалась автором всебічно; ретельному, детальному аналізу піддавались теорії й концепції криміналістів Європи.
Заслужений професор, почесний член університетів: Петербурзького, Київського Св. Володимира, Харківського університету.

## Основні праці
- О повторении преступлений: Исследование / Таганцев Н. С. — С.-Пб.: Журн. М-ва юст., 1867. — 296 с.
- О преступлениях против жизни по русскому праву. Т. 1 / Таганцев Н. С. — С.- Пб.: Тип. Н. А. Неклюдова, 1870. — 467 с.
- О преступлениях против жизни по русскому праву: Исследование. Т. 2 / Таганцев Н. С. — С.-Пб.: Тип. А. М. Котомина, 1871. — 524 с.
- Исследования об ответственности малолетних преступников по русскому праву и Проект законоположений об этом вопросе / Таганцев Н. С., д-р уголов. права и орд. проф. в Петерб. ун-те. — С.-Пб.: Тип. А. М. Котомина, 1872. — 159 с.
- Уложение о наказаниях уголовных и исправительных 1866 года / С дополнениями по 1-е января 1876 г. Составлено профессором С.-Петербургского университета С. Н. Таганцевым. Издание второе, пере-работанное и дополненное. — Спб.: Типография М. Стасюлевича, 1876. — 742 с.
- Материалы для пересмотра нашего уголовного законодательства. Извлечения из иностранных сочинений по уголовному праву. Т. 6: Вып. 1-2 / Сост.: С. М. Латышев; Под ред.: Н. С. Таганцев. — С.-Пб.: Тип. Правит. Сената, 1884. — 720 с.
- Материалы для пересмотра нашего уголовного законодательства. Сборник дополнительных узаконений к французскому и германскому уголовным уложениям. Т. 7: Вып. 1-2 / Сост.: Г. Г. Савич; Под ред.: Н. С. Таганцев. — С.-Пб.: Тип. Правит. Сената, 1883. — 786 с.
- Русское уголовное право: Лекции. Часть общая. Т. 1 / Таганцев Н. С., д-р уголов. права. — 2-е изд., пересмотр. и доп. — С.-Пб.: Гос. Тип., 1902. — 823 с.
- Русское уголовное право: Лекции. Часть общая. Т. 2 / Таганцев Н. С., д-р уголов. права. — 2-е изд., пересмотр. и доп. — С.-Пб.: Гос. Тип., 1902. — 659 с.
- Уголовное уложение 22 марта 1903 г.// Издание Н. С. Таганцева. — СПб., 1904. 1007 с.
- Смертная казнь: Сб. статей / Таганцев Н. С. — С.-Пб.: Гос. Тип., 1913. — 185 с.
- Таганцев Н. С. Русское уголовное право. ТТ. 1- 2. — Тула: Автограф, 2001. (репринт)